# جائزة نيوزيلندا الكبرى 2015
جائزة نيوزيلندا الكبرى 2015 هو سباق فورمولا 1 أقيم بتاريخ 15 فبراير 2015 في نيوزيلندا.